# كلوكالا
كلوكالا هي قرية تقع في بلدية نورميارفي في جنوب فنلندا . تقع كلوكالا 28 كم (17 ميل) إلى الشمال من العاصمة هلسنكي ويبلغ عدد سكانها حوالي 17000 نسمة.كلوكالا هي أكبر القرى في نورميجارفا وغالبًا ما يتم اعتبارها خطأً مدينة منفصلة.

## أعلام
- ميكو يندستروم